# Nature or Man-made
『Nature or Man-made』（ネイチャー・オア・マン・メイド）は、SCRIPTの通算6枚目のアルバム。2003年11月21日にAFD RECORDSよりリリース。

## 概要
前作『Ultimate or Incomplete』より約6後のリリース。「SCRIPT domestic industry」の第三弾アルバムである。
アルバム収録曲「X'mas time」は2004年にリリースされたミュージック・ビデオ『SCRIPT Rock Inventions〜MUSIC VIDEO CLIPS〜』にプロモーション映像が収録されている。

## 収録曲
| #         | タイトル                                      | 作詞・作曲 | 時間  |
| --------- | --------------------------------------------- | ---------- | ----- |
| 1.        | 「illusion」                                  | 佐々木收   | 4:44  |
| 2.        | 「ゆくべき場所」                              | 渡邊崇尉   | 4:09  |
| 3.        | 「冷めたスープ」                              | 佐々木收   | 5:54  |
| 4.        | 「X'mas time」                                | 佐々木收   | 5:53  |
| 5.        | 「route 45」                                  | 渡邊崇尉   | 4:38  |
| 6.        | 「ハッピーデイズ」                            | 渡邊崇尉   | 4:25  |
| 7.        | 「彼氏のガールフレンド 彼女のボーイフレンド」 | 佐々木收   | 3:23  |
| 8.        | 「一晩中でもかまわない」                      | 佐々木收   | 3:35  |
| 9.        | 「スナップショット・ランデブー」              | 佐々木收   | 4:28  |
| 10.       | 「so far away」                               | 佐々木收   | 5:02  |
| 合計時間: | 合計時間:                                     | 合計時間:  | 46:11 |